# Чемпионат России по тхэквондо 2017
Чемпионат России по тхэквондо 2017 года среди мужчин и женщин проходил с 14 по 17 ноября в КСК «Экспресс» в Ростове-на-Дону. На турнире приняли участие более 500 спортсменов из 46 регионов. 

## Медалисты

### Мужчины
| Весовая категория | Золото                                                    | Серебро                                                   | Бронза                                                                     |
| ----------------- | --------------------------------------------------------- | --------------------------------------------------------- | -------------------------------------------------------------------------- |
| до 54 кг          | Дмитрий Пастухов · Челябинская область                    | Сергей Кирсанов · Татарстан                               | Владимир Гриценко · Санкт-Петербург Абубакар-Сидик Хасиев · Чечня          |
| до 58 кг          | Гулжигит Кочкорбаев · Ростовская область                  | Алексей Владимиров · Воронежская область                  | Андрей Канаев · Рязанская область Станислав Денисов · Москва               |
| до 63 кг          | Давид Назарян · Ростовская область                        | Болат Изутдинов · Москва                                  | Сергей Лупета · Краснодарский край Кирилл Кучьянов · Воронежская область   |
| до 68 кг          | Вячеслав Минин · Челябинская область · Санкт-Петербург    | Арман Иргалиев · Астраханская область · Рязанская область | Владислав Югай · Ростовская область Константин Минин · Челябинская область |
| до 74 кг          | Дмитрий Артюхов · Краснодарский край                      | Кадырбеч Дауров · Адыгея                                  | Сергей Карнута · Ростовская область Михаил Шестаков · Москва               |
| до 80 кг          | Богдан Гречкин · Ханты-Мансийский автономный округ — Югра | Альберт Гаун · Алтайский край                             | Павел Цыганков · Санкт-Петербург Дмитрий Евтухов · Ростовская область      |
| до 87 кг          | Рафаэль Камалов · Татарстан                               | Пётр Штыльков · Москва                                    | Глеб Бабаевский · Москва Александр Пряжников · Москва                      |
| свыше 87 кг       | Рафаиль Аюкаев · Самарская область                        | Георгий Танделов · Челябинская область                    | Эмиль Хадеев · Челябинская область Юрий Кириченко · Краснодарский край     |

### Женщины
| Весовая категория | Золото                                           | Серебро                                                 | Бронза                                                                                       |
| ----------------- | ------------------------------------------------ | ------------------------------------------------------- | -------------------------------------------------------------------------------------------- |
| до 46 кг          | Мария Смирнова · Санкт-Петербург                 | Дарья Измайлова · Москва                                | Анастасия Артамонова · Москва Анна Савро · Ростовская область                                |
| до 49 кг          | Наталья Антипенко · Санкт-Петербург              | Алёна Миронюк · Тюменская область                       | Виктория Башкирова · Москва Биана Лагерь · Москва                                            |
| до 53 кг          | Виктория Александрова · Москва                   | Анастасия Кудряшова · Москва                            | Ольга Смолина · Челябинская область Ксения Суринская · Новосибирская область                 |
| до 57 кг          | Анисия Челохсаева · Северная Осетия              | Екатерина Ким · Краснодарский край · Ростовская область | Эльвина Хакимова · Башкортостан Алина Салимуллина · Татарстан                                |
| до 62 кг          | Юлия Турутина · Самарская область                | Елена Евлампьева · Санкт-Петербург                      | Светлана Смирнова · Челябинская область Кристина Прокудина · Челябинская область             |
| до 67 кг          | Полина Хан · Ростовская область                  | Юлия Миюц · Татарстан                                   | Екатерина Дербенева · Карелия Валерия Башкирова · Москва                                     |
| до 73 кг          | Карина Жданова · Москва                          | Арина Животкова · Челябинская область                   | Кристина Дюбина · Адыгея Алина Икаева · Москва                                               |
| свыше 73 кг       | Олеся Бардаченко · Карелия · Сахалинская область | Ольга Музычка · Краснодарский край                      | Елизавета Должикова · Москва Анастасия Веретехина · Ханты-Мансийский автономный округ — Югра |